# King (pièce de théâtre)
King est une pièce de théâtre écrite par Michel Vinaver et parue en 1998 aux éditions Actes Sud dans la collection Babel. La pièce est jouée pour la première fois le 11 mars 1999 au Théâtre national de la Colline dans une mise en scène d'Alain Françon.

## Argument général
Le texte décrit la vie de King Camp Gillette (1855-1932), fondateur de l'entreprise Gillette, à trois périodes différentes de son existence. Il s'agit aussi, dès lors, de l'histoire de l'entreprise elle-même.
Michel Vinaver le présente ainsi:
1889. Un jour que, voyageur de commerce, King C. Gillette fait la tournée de ses clients en Pennsylvanie, il a l’intuition que tous les maux affligeant l’humanité ont une cause : la concurrence.
Six ans après, il a la vision d’un rasoir à lames jetables.

Pour abolir la concurrence, et la remplacer par un système d’« égalité matérielle », il ne faut rien moins qu’une révolution mondiale, et King C. Gillette s’y attelle, en même temps qu’il met sur orbite une des premières entreprises multinationales de produits de grande consommation. 
Lors d'une interview accordée à Jean-Loup Rivière, l'auteur résume sa pièce de la manière suivante :
King en fait, c’est la jonction dans un seul et même personnage joué d’ailleurs par trois acteurs, King jeune, King mûr et King vieux, la jonction de deux faits biographiques. Puisque King, c’est King Gillette qui est un homme qui a existé et qui a [...] été ce que tout le monde sait, l’inventeur des lames Gillette, du système de rasage jetable, du système en général de la jetabilité dans l’économie contemporaine. Mais ce qu’on sait moins, c’est qu’il a été en même temps le créateur d’une utopie, une des grandes, on peut dire, peu connue mais une des grandes utopies de la fin du XIXe siècle avec la vision d’un monde parfait, de la fin de l’Histoire.

## Le texte

### Personnages
Tous les personnages du texte, qu'ils soient sur scène ou seulement mentionnés, représentent des personnes ayant véritablement existé.

#### Personnages sur scène
Trois personnages sont présents sur scène durant l'ensemble de la pièce.
- King jeune (33 à 49 ans)
- King mûr (50 à 69 ans)
- King âgé (70 à 77 ans)

Certains « morceaux » sont assurés par le Trio qui constitue un entrelacs des trois voix, voire un chœur. Ces différentes voix amènent une certaine musicalité au texte.
Tandis que les trois personnages sur scène reconstituent la vie de King Camp Gillette, le Trio, lui, propose la vision utopiste que se fait King d'un « monde harmonieux tel qu’il se perpétuera, une fois la concurrence abolie. »

#### Personnages hors scène notables
D'autres personnages sont mentionnés et jouent un rôle dans l'avancement la pièce, mais sans apparaître directement sur scène.
- Atlanta dite "Lantie" : femme de King
- Kingie : fils de King et Atlanta
- Painter : patron de King à la Crown Cork & Seal Company
- Nickerson : concepteur des machines de création de lames jetables
- Stewart : un des dépositaires des statuts de la société Gillette
- Heilborn : un des dépositaires des statuts de la société Gillette
- Sachs : un des financeurs du projet de lames jetables
- Holloway : actionnaire et employé de la société Gillette
- Joyce : actionnaire de la société Gillette qui rachètera les deux tiers des parts de King
- Fahey : employé de la société Gillette
- Tom Pelham : employé de la société Gillette
- Gaisman : dirigeant de la société AutoStrop puis de Gillette
- Keene : employé de la société AutoStrop

### Forme
Toutes les interactions entre King et les personnages mentionnés ont lieu en dehors de la scène. Celles-ci sont relatées sur scène par King. Il en va de même pour les dialogues que King rapporte le plus souvent sur le mode du discours direct libre. Les trois King incarnent régulièrement, le temps d'une réplique, d'autres personnages. Il ne s'agit pas de dialogues habituels : les voix sont juxtaposées mais ne se répondent pas toujours. En outre, un certain nombre de « morceaux » sont composés de lettres écrites par King à d'autres personnes.
La position des King peut se comparer à celle d'un narrateur exposant son autobiographie. Michel Vinaver s'inspire d'ailleurs de citations réelles et d'extraits d'ouvrages de King Camp Gillette pour faire sa biographie.
Le texte est agencé d'une manière particulière : il n'y a aucun point et les phrases, dans la version écrite de la pièce, sont parfois coupées par un retour à la ligne.

### Genre

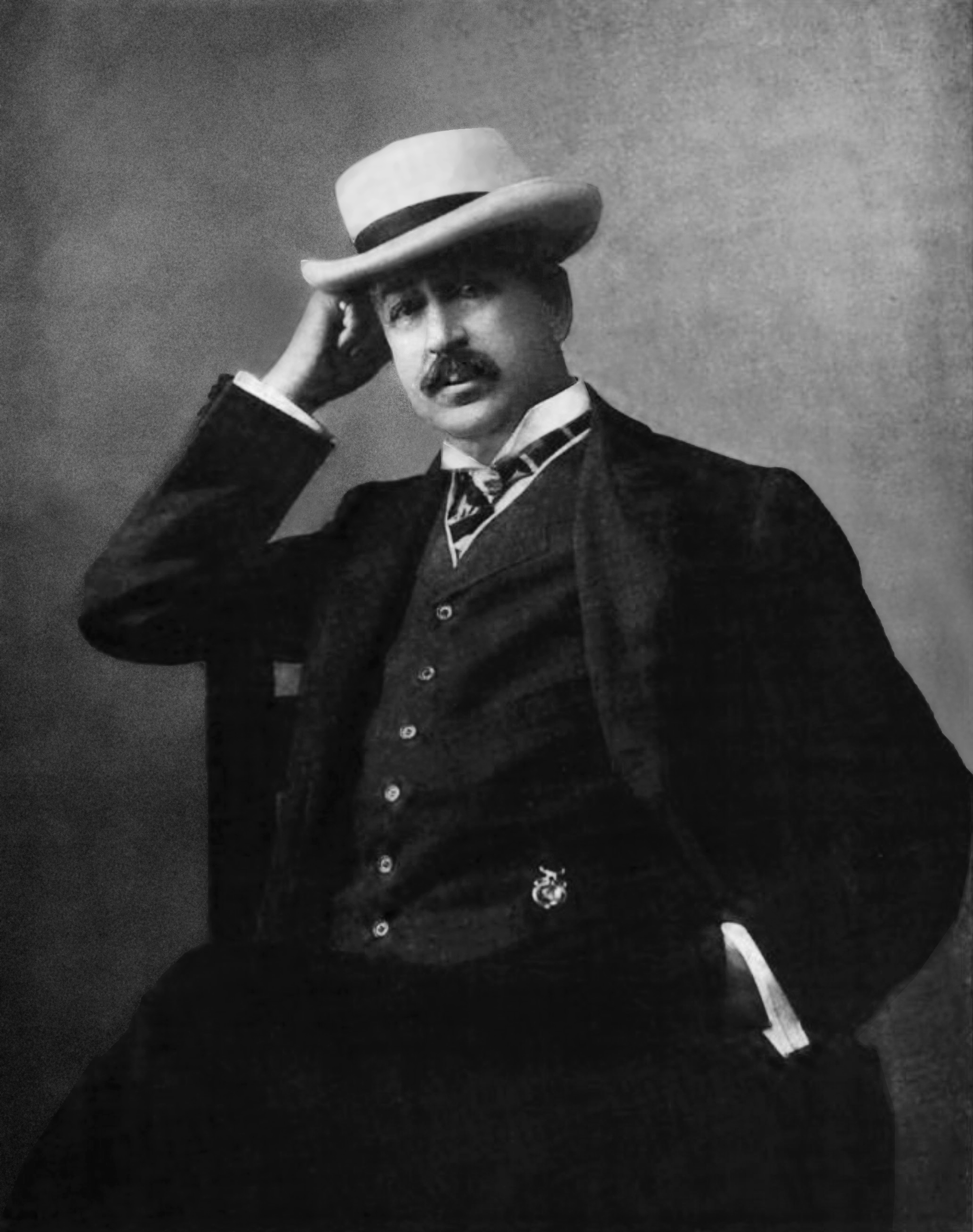
King Camp Gillette, vers 1907

King est un texte faisant partie du genre théâtral. Ainsi, le texte expose non seulement une biographie de la vie de King Camp Gillette à trois périodes de son existence, mais permet également une mise en scène de celle-ci sous forme de pièce de théâtre.

### Structure
Le texte est structuré en deux "actes", douze « parties » et soixante-quatorze « morceaux ». Ainsi, le premier « acte », s'étendant sur soixante-treize pages, comprend les « parties » I à VI et les « morceaux » 1 à 36. Le second "acte", quant à lui, compte cinquante-quatre pages et comporte les "parties" VII à XII, ainsi que les « morceaux » 37 à 74. Le texte est d'ailleurs composé comme une partition, alternant solos et trios.

### Lieux et temps
À la suite du texte, Michel Vinaver précise, dans une partie nommée indications pour la mise en scène, l'âge de King dans chaque morceau, l'année  et le lieu de l'action.
| acte | partie | morceau | Trio | âge de King | temps | lieu                                             |
| ---- | ------ | ------- | ---- | ----------- | ----- | ------------------------------------------------ |
| I    | I      | 1.      | X    |             |       |                                                  |
| I    | II     | 2.      |      | 33 ans      | 1888  | Chambre à Londres                                |
| I    | II     | 3.      | X    |             |       |                                                  |
| I    | II     | 4.      |      | 74 ans      | 1929  | Hall de la demeure de Balboa, Californie         |
| I    | II     | 5.      |      | 40 ans      | 1895  | Hall d'hôtel pour clientèle VRP                  |
| I    | II     | 6.      |      | 67 ans      | 1922  | Oasis de Touggourt, Sahara                       |
| I    | II     | 7.      |      | 40 ans      | 1895  | Hall d'hôtel pour clientèle VRP                  |
| I    | III    | 8.      |      | 70 ans      | 1925  | Plantation de pamplemousses: véranda ou terrasse |
| I    | III    | 9.      | X    |             |       |                                                  |
| I    | III    | 10.     |      | 48 ans      | 1903  | Hall d'hôtel pour clientèle VRP                  |
| I    | III    | 11.     | X    |             |       |                                                  |
| I    | III    | 12.     |      | 65 ans      | 1920  | Plantation de pamplemousses: véranda ou terrasse |
| I    | III    | 13.     | X    |             |       |                                                  |
| I    | IV     | 14.     |      | 47 ans      | 1902  | Hall d'hôtel pour clientèle VRP                  |
| I    | IV     | 15.     |      | 77 ans      | 1932  | Plantation de pamplemousses: véranda ou terrasse |
| I    | IV     | 16.     | X    |             |       |                                                  |
| I    | IV     | 17.     |      | 49 ans      | 1904  | Premier bureau dans première usine               |
| I    | IV     | 18.     | X    |             |       |                                                  |
| I    | IV     | 19.     |      | 76 ans      | 1931  | Plantation de pamplemousses: véranda ou terrasse |
| I    | IV     | 20.     | X    |             |       |                                                  |
| I    | V      | 21.     |      | 49 ans      | 1904  | Premier bureau dans première usine               |
| I    | V      | 22.     | X    |             |       |                                                  |
| I    | V      | 23.     |      | 72 ans      | 1927  | Plantation de pamplemousses: véranda ou terrasse |
| I    | V      | 24.     |      | 49 ans      | 1904  | Premier bureau dans première usine               |
| I    | V      | 25.     | X    |             |       |                                                  |
| I    | V      | 26.     |      | 58 ans      | 1913  | Hall, hôtel de luxe à Beverly Hills, Californie  |
| I    | V      | 27.     | X    |             |       |                                                  |
| I    | V      | 28.     |      | 54 ans      | 1909  | Grand bureau directorial                         |
| I    | V      | 29.     | X    |             |       |                                                  |
| I    | VI     | 30.     |      | 53 ans      | 1908  | Hall, hôtel de luxe, Rome                        |
| I    | VI     | 31.     | X    |             |       |                                                  |
| I    | VI     | 32.     |      | 53 ans      | 1908  | Grand bureau directorial                         |
| I    | VI     | 33.     | X    |             |       |                                                  |
| I    | VI     | 34.     |      | 55 ans      | 1910  | Domicile bostonien, cossu                        |
| I    | VI     | 35.     | X    |             |       |                                                  |
| I    | VI     | 36.     |      | 55 ans      | 1910  | Domicile bostonien, cossu                        |
| II   | VII    | 37.     |      | 62 ans      | 1917  | Plantation de pamplemousses: véranda ou terrasse |
| II   | VII    | 38.     | X    |             |       |                                                  |
| II   | VII    | 39.     |      | 65 ans      | 1920  | Grande salle de réunion                          |
| II   | VII    | 40.     | X    |             |       |                                                  |
| II   | VII    | 41.     |      | 65 ans      | 1920  | Plantation de pamplemousses: véranda ou terrasse |
| II   | VII    | 42.     | X    |             |       |                                                  |
| II   | VII    | 43.     |      | 67 ans      | 1922  | Plantation de pamplemousses: véranda ou terrasse |
| II   | VIII   | 44.     | X    |             |       |                                                  |
| II   | VIII   | 45.     |      | 76 ans      | 1931  | Plantation de pamplemousses: véranda ou terrasse |
| II   | VIII   | 46.     | X    |             |       |                                                  |
| II   | VIII   | 47.     |      | 67 ans      | 1922  | Plantation de pamplemousses: véranda ou terrasse |
| II   | VIII   | 48.     | X    |             |       |                                                  |
| II   | VIII   | 49.     |      | 74 ans      | 1929  | Plantation de pamplemousses: véranda ou terrasse |
| II   | VIII   | 50.     | X    |             |       |                                                  |
| II   | IX     | 51.     |      | 73 ans      | 1928  | Hall, hôtel de luxe, Sofia                       |
| II   | IX     | 52.     | X    |             |       |                                                  |
| II   | IX     | 53.     |      | 69 ans      | 1924  | Plantation de pamplemousses: véranda ou terrasse |
| II   | IX     | 54.     | X    |             |       |                                                  |
| II   | IX     | 55.     |      | 72 ans      | 1927  | Plantation de pamplemousses: véranda ou terrasse |
| II   | IX     | 56.     | X    |             |       |                                                  |
| II   | IX     | 57.     |      | 75 ans      | 1930  | Plantation de pamplemousses: véranda ou terrasse |
| II   | X      | 58.     | X    |             |       |                                                  |
| II   | X      | 59.     |      | 75 ans      | 1930  | Plantation de pamplemousses: véranda ou terrasse |
| II   | X      | 60.     | X    |             |       |                                                  |
| II   | X      | 61.     |      | 75 ans      | 1930  | Plantation de pamplemousses: véranda ou terrasse |
| II   | X      | 62.     | X    |             |       |                                                  |
| II   | X      | 63.     |      | 75 ans      | 1930  | Plantation de pamplemousses: véranda ou terrasse |
| II   | X      | 64.     | X    |             |       |                                                  |
| II   | XI     | 65.     |      | 76 ans      | 1931  | Plantation de pamplemousses: véranda ou terrasse |
| II   | XI     | 66.     | X    |             |       |                                                  |
| II   | XI     | 67.     |      | 75 ans      | 1930  | Plantation de pamplemousses: véranda ou terrasse |
| II   | XI     | 68.     | X    |             |       |                                                  |
| II   | XI     | 69.     |      | 77 ans      | 1932  | Plantation de pamplemousses: véranda ou terrasse |
| II   | XI     | 70.     | X    |             |       |                                                  |
| II   | XII    | 71.     |      | 77 ans      | 1932  | Plantation de pamplemousses: véranda ou terrasse |
| II   | XII    | 72.     | X    |             |       |                                                  |
| II   | XII    | 73.     | X    |             |       |                                                  |
| II   | XII    | 74.     | X    |             |       |                                                  |

Tous les morceaux assurés par le Trio sont: "hors d'âge, hors temps, hors lieu".
Bien que la coprésence des trois personnages (et donc des trois époques) implique un entremêlement des voix et des périodes, la pièce suit cependant un fil rouge chronologique, de l'idée de création de l'entreprise au krach de 1929 et à ses conséquences.

### Résumé par actes

#### Acte I
La pièce débute sur une longue tirade du Trio, entremêlant de façon fragmentaire tous les enjeux et évènements de la pièce à venir, en superposant les voix, les époques, l'ascension et la chute de King.

À quelques exceptions près, le premier acte recouvre les années 1895 à 1910 et raconte les différentes étapes de la création des lames de rasoir Gillette. Avant cela, King Camp Gillette travaillait comme représentant de commerce, pour l'entreprise Crown Cork & Seal Company et vendait des capsules de bouteilles jetables. Son patron William Painter, fondateur de la Crown Cork, lui suggère une idée :
« King me dit-il King vous qui cherchez toujours à inventer quelque chose pourquoi n'essaieriez vous pas de penser à je ne sais quoi du genre de notre capsule qui se jette après un seul usage ? »
C'est à ce moment-là que la vision du rasoir à lames jetables se manifeste. À partir de là, plusieurs épreuves attendent King : trouver des actionnaires, des fonds et aussi une personne capable de concrétiser matériellement l'idée, afin d'obtenir un brevet. Les débuts de l'entreprise sont financièrement compliqués, à tel point que son collègue Joyce est tenté de revendre les droits de l'entreprise à l'étranger, ce à quoi King s'oppose, avec raison : 
« Il a suffi de quelques mois pour montrer où avait été la cécité où eut été la folie
Quelques mois au cours desquels les retards dans la production ont été rattrapés les ventes se sont envolées à telle enseigne que j'ai demandé et obtenu un salaire de dix-huit mille dollars démissionné de la Crown Cork rapatrié femme et enfant repris les commandes je peux me consacrer enfin à temps plein à corps perdu aux tâches et aux devoirs qui reviennent 

De plein droit »
L'acte s'achève sur l'évincement de King du conseil de direction de l'entreprise qu'il a lui-même créée. Joyce lui propose de racheter les deux tiers de ses actions pour l'importante somme de neuf cent mille dollars et de le laisser président en titre, mais sans aucun autre pouvoir.
En parallèle, le Trio développe l'utopie socialiste de King Gillette, détaillée dans plusieurs ouvrages qu'il a publié.

#### Acte II
Le deuxième acte débute après la vente des deux tiers des actions de King Gillette à Joyce. La majeure partie de l'acte se déroule en Californie, dans la plantation de pamplemousses de King, où il passe son temps avec Atlanta maintenant qu'il a "gagn[é] ainsi [s]a liberté".
King mûr raconte ses visites aux quatre coins du monde, l'influence qu'il possède toujours sur l'image de l'entreprise Gillette et le respect que lui montrent les employés de celle-ci, ainsi que ses diverses rencontres, par exemple avec l'entrepreneur Henry Ford.

King âgé expose les évolutions qu'ont suivies ses différentes relations au fil du temps en posant un regard critique sur ses choix passés et revient sur ce qui la mené à l'état de pauvreté dans lequel il se trouve à la fin de sa vie, comme dans cet extrait du morceau 57:
« Pourquoi ai-je écouté Fahey?
[...]
Parviennent à me dissuader hélas
À peine quelques semaines se passent
Et c'est le krach
Partant de là tout n'a été plus
Qu'un long cauchemar
Tout n'est plus que dévastation

Rien n'est plus »
Il expose également les escroqueries menées par Fahey et Pelham, qui ont conduit Gaisman au poste de dirigeant de l'entreprise Gillette.
Finalement, le livre se termine sur les morceaux 73, où le Trio résume quelques éléments marquants de la vie de King, et 74 où le Trio propose une ultime forme de l'utopie socialiste de King.

## Thèmes
La pièce met en lumière le paradoxe que constitue King:  il est à la fois le fondateur d'une des premières multinationales, mais aussi l'auteur d'une œuvre où il s'applique à imaginer un monde où seraient abolies la concurrence et la propriété privée. Michel Vinaver explique :
« Le personnage de King – à l’instar de Saint-Simon, Fourier, Marx et bien d’autres – pense avoir trouvé le moyen de rendre l’humanité heureuse et harmonieuse à perpétuité. Mais il y a une utopie supplémentaire chez lui : il bâtit son plan sur la certitude qu’il parviendra à convaincre les capitalistes de collaborer à cette remise à plat totale du système, c’est-à-dire à la destruction du capitalisme. »
Cette dualité a intéressé Michel Vinaver, lui-même PDG de Gillette France depuis 1966, mais également auteur de pièces de théâtre. Il a quitté l'entreprise en 1982.

### Capitalisme et obsolescence
De nombreux éléments propres au capitalisme et au fonctionnement des entreprises sont présents dans la pièce. Il y a l'importance des fonds, le fonctionnement par actions, mais aussi les enjeux liés au marketing et à l'importance de la publicité. Ces éléments sont principalement exprimés dans les répliques de King jeune, King mûr et King âgé.

### Utopie socialiste
King Camp Gillette a écrit trois textes d'utopie socialiste élaborant une proposition visant à améliorer le monde. Ces textes n'ont pas été traduits en français. Dans la pièce, ces écrits sont explorés par le biais du Trio. Par exemple:
« [...] la population du globe sera regroupée dans cette métropole bâtie là où l'énergie nécessaire à l'ensemble des usines pour la fabrication de tous les produits consommables par la population du monde entier est d'une abondance suffisante
Les chutes du Niagara  
[...] Tout ici sera beau  
Les tours d'habitation seront belles  
[...] Ici le temps ne manquera à personne pour les loisirs les plus variés mais aussi pour la poursuite de la connaissance  

En dehors des cinq années de travail obligatoire que chacun entre vingt-cinq et trente ans consacrera à la collectivité »  

## La pièce

### Création
La pièce est créée le 11 mars 1999 au Théâtre national de la Colline à Paris.
- Mise en scène: Alain Françon
- Conseil artistique: Myriam Desrumeaux
- Décor: Jacques Gabel
- Costumes: Patrice Cauchetier
- Lumière: Joël Hourbeigt
- Son: Jean-Marie Bourdat
- Travail chorégraphique: Caroline Marcadé

Elle est jouée au Petit Théâtre du Théâtre national de la Colline du 11 mars au 25 avril 1999 du mardi au dimanche.

#### Distribution à la création
- King jeune: Jacques Bonnaffé
- King mûr: Carlo Brandt
- King âgé: Jean-Paul Roussillon

### Réception
La performance des comédiens est unanimement saluée. Ils sont qualifiés de "virtuoses", "Bonnaffé tout en finesse, inoubliable, Brandt sidérant de sobriété et Roussillon phénoménal".

C'est le texte lui-même qui suscite quelques réserves: Lisbeth Koutchoumoff, dans le journal Le Temps, écrit: 
« À la fin de la représentation de King de Michel Vinaver [...]  on reste quelque peu interloqué. La surprise vient du sentiment d'être resté à quai durant presque toute la durée de la pièce. L'étonnement est d'autant plus grand que le rendez-vous comportait tous les éléments annonciateurs d'une fête.
[...]

Michel Vinaver met à plat le parcours de Gillette. Or de ce processus intéressant a priori, rien ne goutte, comme un fruit sec qui ne donne aucun jus. L'intention d'exclure toute introspection chez King tout comme celle de laisser entier le mystère de sa personnalité duelle séduisent comme postulats de départ. Mais le texte ne comprend aucune fausse trappe, aucune porte dérobée même étroite où peuvent se glisser tant l'épaisseur d'un personnage que l'imaginaire du spectateur. »

### Autres mises en scène
- 2008, mise en scène d'Arnaud Meunier, au Théâtre de Saint-Quentin-en-Yvelines[21].